# Polismyndigheten Västra Götaland

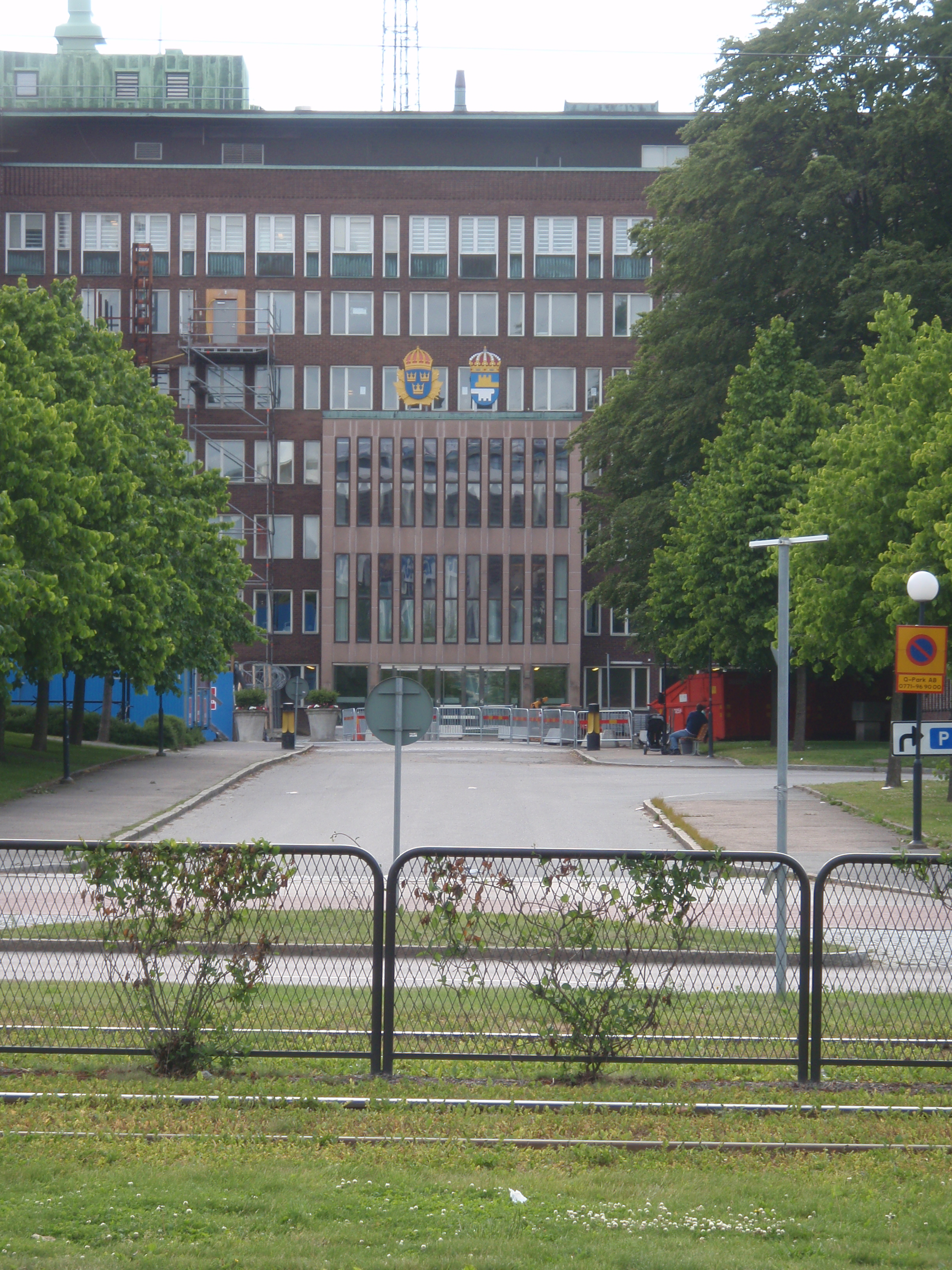
Göteborgs Polishus, där ledningen över myndigheten sitter.

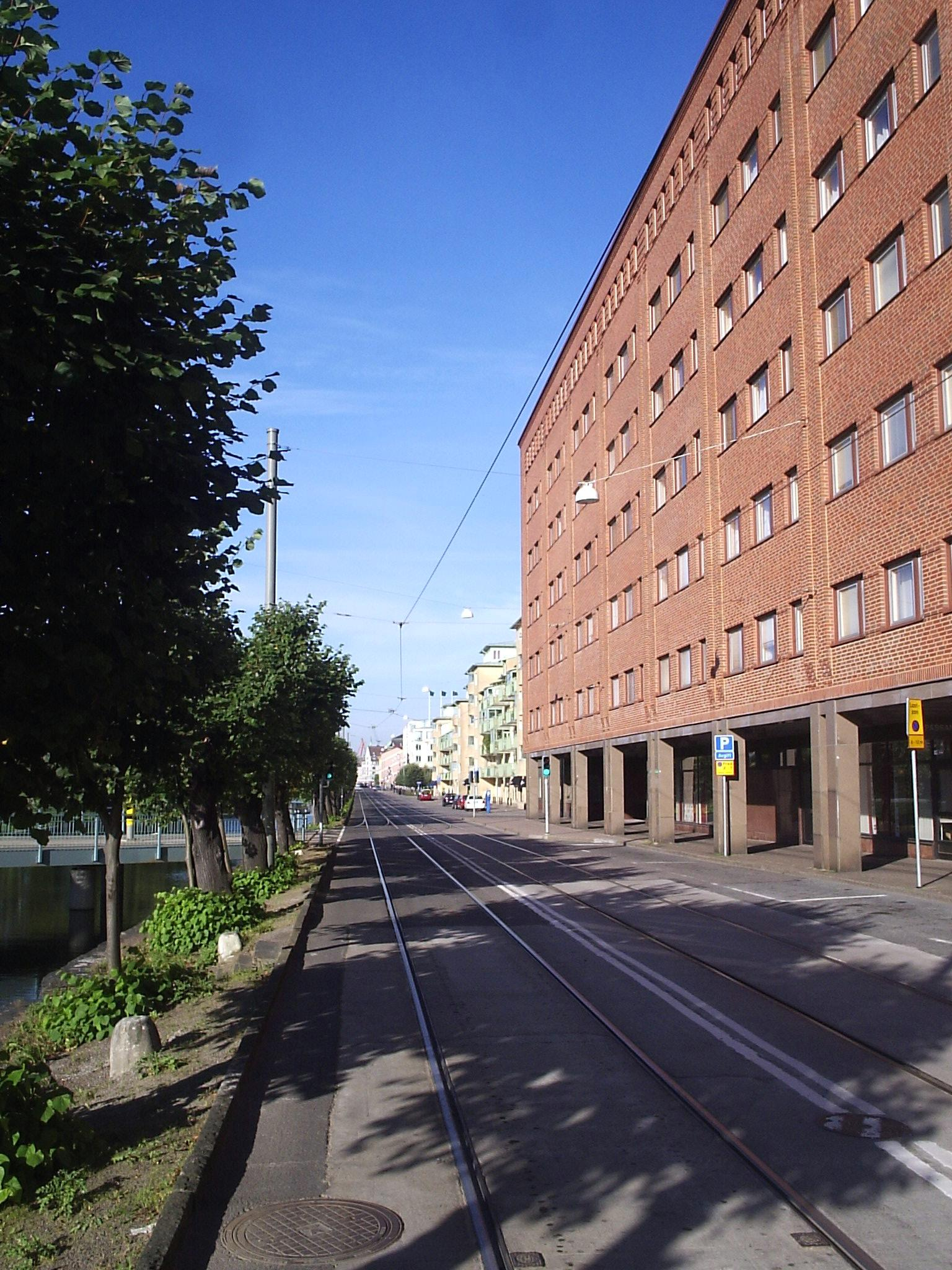
Passcentralen och Polisstationen vid Stampgatan i Göteborg

Polismyndigheten för Västra Götalands län var en av Sveriges 21 polismyndigheter, med säte på Skånegatan i Göteborg. Länspolismästare sedan 2013 var Klas Friberg, som efterträdde länspolismästaren Ingemar Johansson. Myndigheten hade fyra polisområden och tre avdelningar.
Från och med 1 januari 2015 är samtliga 21 polismyndigheter sammanslagna med Rikspolisstyrelsen och Statens kriminaltekniska laboratorium till en myndighet, Polismyndigheten.

## Polisområdet Storgöteborg
Polisledningen var placerad i Rättscentrum Göteborg (tidigare kallat Göteborgs polishus). De har specialenheter som cykelpolis, ungdomspolis och supporterpolis.
PO1 utgjordes av närpolisområdena Nordstaden, Lorensberg,
Majorna/Linnéstaden, Frölunda, Kortedala/Bergsjön, Örgryte/Härlanda, Angered, Öckerö/Torslanda,
Backa, Lundby, Mölndal, Mölnlycke, Lindome, Landvetter, Partille, Ale,
Stenungsund, Kungälv, Uddevalla, Lysekil, Munkedal, Sotenäs, Färgelanda,
Strömstad, Tanum, Trollhättan, Lilla Edet, Vänersborg, Mellerud, Ed, Bengtsfors
och Åmål.
1999-03-29 togs beslut att bilda närpolisområde Hisingen genom sammanläggning
av Lundby, Öckerö/Torslanda och Backa, samt att sammanlägga närpolisområdena
Stenungsund, Tjörn och Orust under benämningen Stenungsund.
1999-11-22 togs beslut att sammanlägga närpolisområdena Lindome, Landvetter,
Mölnlycke och Mölndal under benämningen Mölndal.
2000-09-11 togs beslut att sammanlägga polisområdena Partille och
Örgryte/Härlanda med närpolisområde Kortedala/Bergsjön under benämningen
Kortedala/Bergsjön, samt att sammanlägga närpolisområde Ale med närpolisområdeAngered under benämningen Angered.
2004-08-30 togs beslut att bilda närpolisområde Göteborg City genom att
sammanlägga närpolisområdena Nordstaden, Lorensberg och Majorna/Linnéstaden, fr
o m 2005-01-01.
2006-01-01 delades PO1 och övergick i PO1 och PO4,
enligt Polisstyrelsens beslut 21 november 2005. I PO4 kom att ingå
närpolisområdena Strömstad, Uddevalla, Trollhättan, Vänersborg och Dalsland.
Tidigare hade Tanum sammanlagts med Strömstad; Lysekil, Munkedal, Sotenäs och
Färgelanda hade sammanlagts med Uddevalla; Lilla Edet hade sammanlagts med
Trollhättan; Mellerud, Ed, Bengtsfors och Åmål hade sammanlagts för att utgöra
närpolisområdet Dalsland.
2008-08-09 ändrade PO1 namn till PO Storgöteborg. Samtidigt bestämdes att beteckningen ”närpolisområde” skulle ersättas med ”polisenhet”.
2010-01-26 togs beslut i Polisstyrelsen om en ny enhetsindelning för Storgöteborg. Det beslöts att lägga samman Kungälv och Stenungsund till enheten Södra Bohuslän; att lägga samman Kortedala/Bergsjön och Angered till Nordost, samt att lägga samman Frölunda och Mölndal till Polisenhet Syd. Polisenheterna City och Hisingen blev kvar i befintlig form.

## Polisområdet Älvsborg
Vid bildandet 1 januari 1998 av Polismyndigheten i Västra Götaland var Polisområde Älvsborg/Polisområde 2 uppdelat i 10 närpolisområden samt ett kansli. Områdets huvudort var Borås, övriga närpolisområden var Bollebygd, Mark, Svenljunga, Tranemo, Ulricehamn, Alingsås, Herrljunga, Lerum och Vårgårda. Polisledningen var placerad i Borås.
Ett antal omorganisationer gjordes genom åren, enligt beslut av Polisstyrelsen i Västra Götaland. I januari 2000 sammanslogs Herrljunga och Vårgårda till Närpolisområde Herrljunga/Vårgårda. Svenljunga och Tranemo sammanslogs till Närpolisområde Svenljunga/Tranemo. I maj 2000 beslöts att Närpolisområde Bollebygd skulle uppgå i Närpolisområde Borås. År 2002 sammanslogs Borås, Mark, Ulricehamn och Svenljunga/Tranemo till Närpolisområde Borås. Alingsås, Lerum och Herrljunga/Vårgårda sammanslogs till Närpolisområde Alingsås .

## Polisområdet Skaraborg
Polisledningen var placerad i Skövde.

## Polisområdet Fyrbodal
Polisledningen var placerad i Uddevalla. Förutom Uddevalla finns tre stycken huvudpolisstationer strategiskt placerade i Trollhättan, Åmål och Strömstad. Mindre polisstationer finns i Vänersborg, Bengtsfors, Mellerud, Åmål, Lysekil, Kungshamn/Sotenäs, Tanum/Tanumshede och längre fram kommer en att öppnas i Dals-Ed.

## Externa polisenheter placerade i Västra Götaland

### Säkerhetspolisen Väst
Säkerhetspolisen Väst har sina lokaler på Stampgatan.

### Nationella insatsstyrkan
Nationella insatsstyrkan kan sättas in via Rikskriminalpolisen.